# Molinillo
Molinillo est une commune de la province de Salamanque dans la communauté autonome de Castille-et-León en Espagne.

## Géographie

### Communes limitrophes
| Garcibuey            |           | Santibáñez de la Sierra |
| Miranda del Castañar | Molinillo | Cristóbal               |
|                      | Pinedas   |                         |

## Démographie
Évolution démographique depuis 1900
| 1900 | 1910 | 1920 | 1930 | 1940 | 1950 | 1960 | 1970 | 1981 | 1991 | 2000 | 2014 | 2017 | 2019 |
| ---- | ---- | ---- | ---- | ---- | ---- | ---- | ---- | ---- | ---- | ---- | ---- | ---- | ---- |
| 233  | 241  | 226  | 246  | 303  | 289  | 252  | 126  | 96   | 89   | 82   | 60   | 42   | 39   |